# SC Gonzen
SC Gonzen, pełna nazwa Schachclub Gonzen – szwajcarski klub szachowy z siedzibą w Sargans, trzykrotny zwycięzca Bundesligi.

## Historia
Klub został założony w 1980 roku przez Paula Brauna. Nazwa pochodziła od szczytu Gonzen. Zespół przystąpił do drużynowych mistrzostw Szwajcarii (SMM) i w swoim pierwszym sezonie awansował do 3. Ligi, w której występował przez większość swego istnienia. Większe sukcesy zespół odnosił w mistrzostwach SGM. W 2012 roku klub awansował do 2. Bundesligi. W 2015 roku zespół awansował do Bundesligi. W sezonie 2015/2016 SC Gonzen zdobył mistrzostwo Bundesligi. W składzie drużyny znajdowali się wówczas m.in. Rustam Kasimdżanow, Ehsan Ghaem Maghami, Imre Héra i Sebastian Bogner. Rok później zespół uzyskał wicemistrzostwo. W sezonie 2018–2019 klub wygrał Bundesligę. W 2020 roku drużyna zajęła trzecie miejsce w Bundeslidze. W sezonie 2021/2022 klub spadł z Bundesligi, a rok później – z 2. Bundesligi.

## Arcymistrzowie w historii klubu
- Csaba Balogh[12]
- Sebastian Bogner[5]
- Bence Korpa[13]
- Ehsan Ghaem Maghami[5]
- Imre Héra[5]
- Rustam Kasimdżanow[5]
- Siergiej Owsiejewicz[14]